# Розлука (фільм, 2016)
«Розлука» (перс. رفتن, Raftan) — афгансько-іранський драматичний фільм, знятий Навідом Махмуді. Світова прем'єра стрічки відбулась у жовтні на Пусанському міжнародному кінофестивалі. Фільм розповідає про закохану афганську пару, яка вимушена розлучитися через те, що батьки дівчини тікають з країни, щоб знайти притулок в Ірані.
Фільм був висунутий Афганістаном на премію «Оскар» за найкращий фільм іноземною мовою.

## У ролях
- Реза Ахмаді — Набі
- Ферештех Хоссейні — Ферештех
- Бехранг Алаві — Мусса
- Назанін Баяті — Марьям